# Jules Antoine Lissajous
Jules Antoine Lissajous (kiejtése: [ʒyl ɑ̃twan lisaʒu]) (Versailles, 1822. március 4. – Plombières-lès-Dijon, 1880. június 24.) francia fizikus és matematikus. Szakmai tevékenysége leginkább az általános rezgéstan területére terjedt ki.
Ő tanulmányozta először a két, egymásra merőleges, lineáris, harmonikus rezgőmozgás eredőjét, amely kétdimenziós harmonikus rezgőmozgást végez. E görbe alakja függ a szuperponált rezgések amplitúdójától, frekvenciájától és a két rezgés közötti fáziskülönbségtől. Az így leírt görbéket Lissajous-görbéknek nevezték el.
1879-ben a Francia Természettudományi Akadémia levelező tagja lett.

## Írásai
- Sur la position des noeuds dans les lames qui vibrent transversalement, 1850
- Sur un cas particulier de stéréoscopie fourni par l'étude optique des mouvements vibratoires, 1856
- Mémoire sur l'étude optique des mouvements vibratoires, Paris: Mallet-Bachelier 1857
- Annales de chimie et de physique. Ser. 3, 51. k., 1857,  147. o., Gallica (franciául)